# NGC 4874
NGC 4874 је елиптична галаксија у сазвежђу Береникина коса која се налази на NGC листи објеката дубоког неба.
Деклинација објекта је + 27° 57' 34" а ректасцензија 12h 59m 35,8s. Привидна величина (магнитуда) објекта NGC 4874 износи 11,9 а фотографска магнитуда 12,9. Налази се на удаљености од 98,589 милиона парсека од Сунца. NGC 4874 је још познат и под ознакама UGC 8103, MCG 5-31-70, CGCG 160-231, Z 1257.2+2814, DRCG 27-129, PGC 44628.